# Ловатянка (село)
Ловатянка — село в Хвастовичском районе Калужской области Российской Федерации. Входит в сельское поселение «Село Милеево». В ряде источников значится как деревня или посёлок.

## Физико-географическое положение
Расположено на Смоленско-Московской возвышенности.Находится на юго-западе Калужской области вблизи Смоленской области. Находится недалеко от впадения реки Ловатянка в Рессету.

## Этимология
Как и у реки, название села происходит от некалендарного славянского имени «Ловец», что означает «рыбак».

## История
В районе посёлка (так в источнике) Ловатянка обнаружены селища вятичей. На дореволюционных картах село не упоминается и в списках населённых мест не значится. В 1929-м году в Ловатянке создаётся колхоз «Новый Мир»
Упоминается в книге С. У. Симакова «В лесу прифронтовом», изданной в 1962 году. В 1986-м году подверглось радиоактивному загрязнению из-за аварии на Чернобольской АЭС.